# 砥堀站
砥堀站（日语：／ Tohori eki */?）是位於兵庫縣姬路市砥堀字高田32番2號，西日本旅客鐵道（JR西日本）的播但線車站。

## 歷史
- 1935年（昭和10年）11月20日 - 國鐵播但線野里站至仁豐野站之間新設此站[1]。為旅客車站。
  - 當時車站地址為兵庫縣姬路市砥堀字高田。
- 1941年（昭和16年）8月10日 - 暫停旅客營業[1]。
- 1946年（昭和21年）3月1日 - 隨著姬路市（第二次）成立，車站地址變為現時地址。
- 1951年（昭和26年）6月25日 - 重開旅客營業[1][2]。
- 1987年（昭和62年）4月1日 - 伴隨國鐵分割民營化，車站由西日本旅客鐵道（JR西日本）營運。
- 1998年（平成10年）3月14日 - 隨著路線電氣化，加設列車交會設施[1]。
- 2016年（平成28年）3月26日 - 此站可使用IC卡「ICOCA」[3]。站內設置了IC卡專用簡易閘機。

在路線電氣化前，此站只有1面1線月台，在1970年代前有許多列車通過。

## 車站構造
車站是一座地面車站，設有2面2線的相對式月台。2號月台為上下行本線一線通過結構，兩方向的特急通過時會使用2號月台。而停站列車會按月台方向性停靠，停站月台是使用靠右的月台，與日本大多數的通行方向不一。西邊的1號月台為上行月台，東邊的2號月台為下行月台。
在播但線電氣化區間（姬路站至寺前站之間），中途站京口站、鶴居站和新野站均為無人車站（由福崎站管理）。此站沒有車站大樓。在1號月台上設有直立式自動售票機。此站沒有自動閘機，但是設有IC卡專用簡易閘機。
當初車站只有1面1線的單式月台，後來此站與新野站一同加設月台，使可以進行列車交會。

### 月台
| 月台 | 路線   | 上下行 | 方向             |
| ---- | ------ | ------ | ---------------- |
| 1    | 播但線 | 上行   | 姬路方向         |
| 2    | 播但線 | 下行   | 寺前、和田山方向 |

## 使用狀況
根據「兵庫縣統計書」，2016年（平成28年）度1日平均乘車人次為679人。
以下為近年1日平均乘車人次列表。
| 年度   | 1日平均 乘車人次 |
| ------ | ---------------- |
| 2000年 | 408              |
| 2001年 | 410              |
| 2002年 | 432              |
| 2003年 | 476              |
| 2004年 | 483              |
| 2005年 | 468              |
| 2006年 | 480              |
| 2007年 | 508              |
| 2008年 | 539              |
| 2009年 | 555              |
| 2010年 | 580              |
| 2011年 | 590              |
| 2012年 | 592              |
| 2013年 | 648              |
| 2014年 | 656              |
| 2015年 | 677              |
| 2016年 | 679              |

## 車站周邊
此站附近設有地面播但線與高架橋的山陽自動車道相交處。在山陽道附近位置是姬路市的市郊地區。周邊可看見許多農田和一些住宅區。
- 國道312號（日语：国道312号）（姬豐繞道）
- SHOWA GLOVE（日语：ショーワグローブ）株式會社（國內最大型手袋製造商）總部[1]

## 相鄰車站
西日本旅客鐵道（JR西日本）
 播但線
野里－砥堀－仁豐野

## 注腳
1. 1 2 3 4 5 6 7 8 9 10 11 12  . 神戸新聞総合出版センター. 2011-12-15: 151. ISBN 9784343006028 （日语）.
2. ↑  「日本国有鉄道公示第151号」『官報』1951年6月22日（國立國會圖書館數碼化資料）
3. ↑   (PDF) (新闻稿). 西日本旅客鉄道. 2015年12月18日  [2016-03-26]. （原始内容存档 (PDF)于2016-03-05） （日语）.
4. ↑  兵庫県統計書 （页面存档备份，存于）（日語）

## 外部連結
- 砥堀｜車站資訊：JR出門網 - 西日本旅客鐵道（日語）